# 约瑟夫·戴斯
约瑟夫·戴斯（Joseph Deiss，1946年1月18日—），是一名瑞士经济学家和政治人物、瑞士基督教民主人民党党员。

## 生平
生于瑞士弗里堡。1981年，首次当选瑞士弗里堡州议会议员，1991至1999年任瑞士国民院议员。1999至2006年任瑞士联邦委员会委员。2004年当选瑞士联邦主席（瑞士总统）。2010年当选第65届联合国大会主席。

## 荣誉

### 外国勋章奖章
- 旭日大绶章（日本，2008年11月3日公布[2]）